# D 9
D 9 — дивизионный миноносец, состоявший на вооружении Военно-морского флота Германии на рубеже XIX/XX веков. Развитие дивизионных миноносцев типа D-7.

## Конструкция
Он имел полубак, вместо карапасной носовой оконечности на миноносцах предыдущего типа.

### Энергетическая установка
В качестве ГЭУ была установлена трёхцилиндровая паровая машина (тройного расширения) мощностью 4200 л. с., пар подавался из трёх локомотивных котлов с поверхностью нагрева 807 м² и с давлением 13 атмосфер. Максимальные запасы топлива на миноносцах типа составляли 106 тонн угля.
Миноносец прошёл модернизацию в 1910 году. На нём были установлены 3 военно-морских котла с поверхностью нагрева 900 м² и с давлением 13 атмосфер. Увеличен запас топлива до 119 т угля. На миноносце был один генератор мощностью с 4 кВт напряжением 67 вольт.

### Вооружение
Миноносец вооружался тремя 50-мм/40 орудиями. Его торпедное вооружение состояло из трёх 450-мм торпедных аппаратов: двух надводных, одного подводного, с запасом из четырёх торпед.

## Служба
Миноносец D 9 был заложен в 1894 году, спущен на воду 3 сентября 1894 года, вошёл в строй 29 декабря 1894 года. Был флагманом флотилий миноносцев. В 1907 году флагман флотилии тральщиков, после 1914 года корабль береговой обороны, с 1916 года приписан к школе подводного плавания, с 1919 года в составе флотилии тральщиков. В 1920 году исключен из списков флота и в 1921 году разобран.